# Copa da França de Futebol de 2023–24
A Copa da França de Futebol de 2023–24 é a 107ª edição da copa francesa de futebol. O torneio é aberto para todos os clubes de futebol afiliados à Federação Francesa de Futebol, que a realizam em conjunto com as ligas regionais, como também para times de departamentos e territórios ultramarinos da França.
O clube vencedor garantirá vaga na fase de grupos da Liga Europa da UEFA de 2024–25 e na Supercopa da França de 2024.

## Fases preliminares

### Eliminatórias regionais
Os seis primeiros rounds, e qualquer preliminar requerida, foram organizadas pelas Ligas Regionais e pelos territórios ultramarinos, os quais permitiram que qualquer time dentro das suas ligas pudessem entrar na competição até o terceiro round.
Os times da Championnat National 3 entraram no terceiro round, já os da Championnat National 2 entraram no quarto round e os da Championnat National entraram no quinto round.

### 7ª fase
Os 153 times qualificados das Ligas Regionais se juntaram aos 11 times qualificados dos territórios ultramarinos e as 20 equipes da Ligue 2 de 2023–24.
Os qualificados de Reunião, Martinica, Guadalupe e Guiana Francesa jogam entre si nesse round.

### 8ª fase
Os times vencedores do round anterior se enfrentam entre si. Os times de Reunião e Guiana Francesa jogaram suas partidas em casa, sendo assim, durante o sorteio, foi priorizado uma lista de times que pudessem viajar.
O restante dos times foram sorteados normalmente entre si.

## Trigésima-segundas de final
O sorteio para esta fase ocorreu em 21 de novembro de 2022, com os times classificados divididos em quatro grupos regionais, e os 18 times da Ligue 1 de 2023–24 divididos igualmente entre esses grupos. As partidas aconteceram nos dias 5, 6 e 7 de janeiro de 2024.

### Grupo A
| Equipe 1                    | Total | Equipe 2       |
| --------------------------- | ----- | -------------- |
| Entente Feignies Aulnoye FC | 1-0   | Quevilly-Rouen |
| Chambly Oise                | 1-2   | Racing Paris   |
| Sarreguemines Football Club | 0-2   | Valenciennes   |
| Lille                       | 12-0  | Golden Lion FC |
| Amiens                      | 1-2   | Montpellier    |
| US Saint-Omer               | 2-3   | Dunkerque      |
| US Thionville Lusitanos     | 0-1   | Marseille      |
| Guingamp                    | 0-2   | Rennes         |

### Grupo B
| Equipe 1         | Total      | Equipe 2        |
| ---------------- | ---------- | --------------- |
| Lyon-Duchère     | 1-2        | Le Puy          |
| Brest            | 1-0        | Angers          |
| Sochaux          | 2-1        | Lorient         |
| Nice             | 0-0 (4-2p) | Auxerre         |
| CA Pontarlier    | 0-3        | Lyon            |
| Chambéry SF      | 0-3        | Toulouse        |
| US Feurs         | 3-5        | AS Saint-Priest |
| Louhans-Cuiseaux | 0-2        | Rouen           |

### Grupo C
| Equipe 1       | Total      | Equipe 2      |
| -------------- | ---------- | ------------- |
| Metz           | 1-1 (1-3p) | Clermont Foot |
| AS Fabrègues   | 1-4        | Trélissac     |
| Olympique Alès | 1-2        | Paris         |
| US Orléans     | 2-1        | Nîmes         |
| SO Romorantin  | 4-0        | CS Moulien    |
| L'Entente      | 1-1(2-4p)  | Bordeaux      |
| Lens           | 2-2 (5-6p) | Monaco        |
| Le Havre       | 2-1        | Caen          |

### Grupo D
| Equipe 1          | Total      | Equipe 2            |
| ----------------- | ---------- | ------------------- |
| FC Challans       | 0-4        | Rodez               |
| Pau               | 1-4        | Nantes              |
| Avoine OCC        | 0-4        | Strasbourg          |
| Les Herbiers      | 2-2 (3-4p) | Châteauroux         |
| Bergerac Périgord | 2-1        | Libourne            |
| FC Dieppe         | 0-4        | Laval               |
| Dinan Léhon FC    | 0-3        | Reims               |
| US Revel          | 0-9        | Paris Saint-Germain |

## Décima-sextas de final
O sorteio para esta fase ocorreu em 8 de janeiro de 2024. As partidas foram jogadas entre 19 a 24 de janeiro de 2024.
| Equipe 1                    | Total        | Equipe 2            |
| --------------------------- | ------------ | ------------------- |
| Bergerac Périgord           | 1-2          | Lyon                |
| Nantes                      | 0-1          | Laval               |
| Le Puy                      | 2-1          | Dunkerque           |
| Trélissac                   | 1-2          | Brest               |
| Valenciennes                | 2-1          | Paris               |
| Rodez                       | 1-3          | Monaco              |
| Bordeaux                    | 2-3          | Nice                |
| US Orléans                  | 1-4          | Paris Saint-Germain |
| Racing Paris                | 0-1          | Lille               |
| Clermont Foot               | 1-3          | Strasbourg          |
| Sochaux                     | 2-2 (5-4p)   | Reims               |
| Rouen                       | 3-3 (12-11p) | Toulouse            |
| Châteauroux                 | 0-1          | Le Havre            |
| AS Saint-Priest             | 4-1          | SO Romorantin       |
| Rennes                      | 1-1 (9-8p)   | Marseille           |
| Entente Feignies Aulnoye FC | 0-4          | Montpellier         |

## Fase final

### Tabelão até a final
|  | Oitavas de final    | Oitavas de final    |      |                     | Quartas de final | Quartas de final |  |                     | Semifinais | Semifinais |  |      | Final | Final |
|  |                     |                     |      |                     |                  |                  |  |                     |            |            |  |      |       |       |
|  | Lyon                | 2                   |      |                     |                  |                  |  |                     |            |            |  |      |       |       |
|  | Lille               | 1                   |      |                     |                  |                  |  |                     |            |            |  |      |       |       |
|  | Lille               | 1                   |      | Lyon                | 0(4)             |                  |  |                     |            |            |  |      |       |       |
|  |                     |                     |      | Lyon                | 0(4)             |                  |  |                     |            |            |  |      |       |       |
|  |                     | Strasbourg          | 0(3) |                     |                  |                  |  |                     |            |            |  |      |       |       |
|  | Strasbourg          | Strasbourg          | 0(3) | 3                   |                  |                  |  |                     |            |            |  |      |       |       |
|  | Strasbourg          |                     |      | 3                   |                  |                  |  |                     |            |            |  |      |       |       |
|  | Le Havre            | 1                   |      |                     |                  |                  |  |                     |            |            |  |      |       |       |
|  | Le Havre            | 1                   |      |                     |                  |                  |  | Lyon                | 3          |            |  |      |       |       |
|  |                     |                     |      |                     |                  |                  |  | Lyon                | 3          |            |  |      |       |       |
|  |                     | Valenciennes        | 0    |                     |                  |                  |  |                     |            |            |  |      |       |       |
|  | Rouen               | Valenciennes        | 0    | 1(6)                |                  |                  |  |                     |            |            |  |      |       |       |
|  | Rouen               |                     |      | 1(6)                |                  |                  |  |                     |            |            |  |      |       |       |
|  | Monaco              | 1(5)                |      |                     |                  |                  |  |                     |            |            |  |      |       |       |
|  | Monaco              | 1(5)                |      | Rouen               | 1(2)             |                  |  |                     |            |            |  |      |       |       |
|  |                     |                     |      | Rouen               | 1(2)             |                  |  |                     |            |            |  |      |       |       |
|  |                     | Valenciennes        | 1(4) |                     |                  |                  |  |                     |            |            |  |      |       |       |
|  | AS Saint-Priest     | Valenciennes        | 1(4) | 1                   |                  |                  |  |                     |            |            |  |      |       |       |
|  | AS Saint-Priest     |                     |      | 1                   |                  |                  |  |                     |            |            |  |      |       |       |
|  | Valenciennes        | 2                   |      |                     |                  |                  |  |                     |            |            |  |      |       |       |
|  | Valenciennes        | 2                   |      |                     |                  |                  |  |                     |            |            |  | Lyon | 1     |       |
|  |                     |                     |      |                     |                  |                  |  |                     |            |            |  | Lyon | 1     |       |
|  |                     | Paris Saint-Germain | 2    |                     |                  |                  |  |                     |            |            |  |      |       |       |
|  | Paris Saint-Germain | Paris Saint-Germain | 2    | 3                   |                  |                  |  |                     |            |            |  |      |       |       |
|  | Paris Saint-Germain |                     |      | 3                   |                  |                  |  |                     |            |            |  |      |       |       |
|  | Brest               | 1                   |      |                     |                  |                  |  |                     |            |            |  |      |       |       |
|  | Brest               | 1                   |      | Paris Saint-Germain | 3                |                  |  |                     |            |            |  |      |       |       |
|  |                     |                     |      | Paris Saint-Germain | 3                |                  |  |                     |            |            |  |      |       |       |
|  |                     | Nice                | 1    |                     |                  |                  |  |                     |            |            |  |      |       |       |
|  | Montpellier         | Nice                | 1    | 1                   |                  |                  |  |                     |            |            |  |      |       |       |
|  | Montpellier         |                     |      | 1                   |                  |                  |  |                     |            |            |  |      |       |       |
|  | Nice                | 4                   |      |                     |                  |                  |  |                     |            |            |  |      |       |       |
|  | Nice                | 4                   |      |                     |                  |                  |  | Paris Saint-Germain | 1          |            |  |      |       |       |
|  |                     |                     |      |                     |                  |                  |  | Paris Saint-Germain | 1          |            |  |      |       |       |
|  |                     | Rennes              | 0    |                     |                  |                  |  |                     |            |            |  |      |       |       |
|  | Le Puy              | Rennes              | 0    | 2                   |                  |                  |  |                     |            |            |  |      |       |       |
|  | Le Puy              |                     |      | 2                   |                  |                  |  |                     |            |            |  |      |       |       |
|  | Laval               | 1                   |      |                     |                  |                  |  |                     |            |            |  |      |       |       |
|  | Laval               | 1                   |      | Le Puy              | 1                |                  |  |                     |            |            |  |      |       |       |
|  |                     |                     |      | Le Puy              | 1                |                  |  |                     |            |            |  |      |       |       |
|  |                     | Rennes              | 3    |                     |                  |                  |  |                     |            |            |  |      |       |       |
|  | Sochaux             | Rennes              | 3    | 1                   |                  |                  |  |                     |            |            |  |      |       |       |
|  | Sochaux             |                     |      | 1                   |                  |                  |  |                     |            |            |  |      |       |       |
|  | Rennes              | 6                   |      |                     |                  |                  |  |                     |            |            |  |      |       |       |